# Tommaso Antici
Tommaso Antici (né le 10 mai 1731 à Recanati, dans l'actuelle province de Macerata, dans les Marches, alors dans les États pontificaux et mort dans la même ville le 4 janvier 1812) est un cardinal italien du XVIIIe siècle et du début du XIXe siècle. 

## Biographie
Tommaso Antici fut représentant diplomatique de Parme et Piacenza (1763-1767), Cologne (1762-1789), au Palatinat (1769-1777), en Pologne (1768-1795), à Liège (1767-1784/1788), en Prusse (1776-1778), dans le comté des Deux-Ponts (1777-1798) et en Bavière (1776-1798)  au Saint-Siège. 
Le pape Pie VI le crée cardinal lors du consistoire du 30 mars 1789. Il est camerlingue du Sacré Collège en 1793 et préfet de la Congrégation du Concile. Il résigne du cardinalat en 1798 officiellement pour raison de santé.
De ce fait, il ne participe au conclave de 1799-1800 à Venise, lors duquel Pie VII est élu.

### Sources
- (it) Collectif, Notizie per l’anno bisestile 1796, Rome, 1796, 214 p. (lire en ligne)
- Fiche du cardinal sur le site de la FIU